# Ângela do Amaral Rangel
Ângela de Amaral Rangel (Río de Janeiro, c. 1725-?) fue una poeta brasileña del siglo XVIII.

## Biografía
Ciega de nacimiento, conocida como la Ceguinha, no se conoce nada de su vida y formación y, a pesar de la época en que nació, recibió alguna formación literaria pues podía expresarse en portugués y en castellano, lo que le habría abierto las puertas de la Academia de los Selectos de Río de Janeiro, frecuentada por los intelectuales de la época.
En 1752 la Academia de los Selectos convocó un homenaje poético en honor de Gomes Freire de Andrade, gobernador y capitán general de Río de Janeiro. Los elogios recopilados con tal motivo fueron publicados en Lisboa en 1754 con el título Júbilos da America, incluyéndose en él los cuatro poemas conocidos de Ângela do Amaral: dos sonetos escritos en portugués (Primeira Máxima Militar y Máximas Cristãs e Políticas) y dos romances líricos castellanos.

## Estilo
En una época dominada por el cultismo o conceptismo, los poemas de Ângela do Amaral resultan admirables si no por unas calidades extraordinarias por las limitaciones que hubo de vencer y por la espontaneidad o capacidad de improvisación que revelan y han hecho posible que no sea olvidada.